# Isaac Tichenor

Isaac Tichenor

Isaac Tichenor (* 8. Februar 1754 in Newark, Provinz New Jersey; † 11. Dezember 1838 in Bennington, Vermont) war ein US-amerikanischer Politiker und Jurist, der als Gouverneur und Senator von Vermont tätig war.

## Ausbildung
Nach seinem Abschluss des Grundstudiums am damaligen College of New Jersey, der heutigen Princeton University 1775, studierte er zwei Jahre Rechtswissenschaften in Schenectady, New York.

## Juristische Karriere in Vermont
Als Assistent des Untersuchungsrichters versetzte man ihn nach Bennington in Vermont, wo er als juristischer Berater und der Legislative des Staates zwei Jahrzehnte diente. Von 1781 bis 1785 war er Abgeordneter im Repräsentantenhaus von Vermont, 1783/84 auch dessen Sprecher. Von 1782 bis 1789 vertrat er offiziell die Interessen Vermonts beim Kontinentalkongress, wo er die Aufnahme Vermonts in die Union vorantreiben sollte. 1789 erhielt er den Ruf an die Fakultät des Dartmouth College. Von 1797 bis 1807 sowie 1808/09 amtierte er als Gouverneur der Republic of Vermont. Anfang 1790 gehörte er zu den Kommissionsmitgliedern, die die Grenzfragen gegenüber dem Nachbarstaat New York zu regeln hatte. Nachdem er 1791 bis 1796 assistierender Richter am Vermont Supreme Court war, präsidierte er als oberster Richter des Staates von 1794 bis 1796.

## Politische Karriere
Tichenor galt als Mitglied der Federalist Party, als die Partei die Bundesregierung dominierte. Da zum damaligen Zeitpunkt die meisten anderen führenden Politiker Vermonts den Standpunkt der Föderalisten ablehnten, hatte Tichenor selten einen leichten Stand in Vermont.
1791 bemühte er sich erfolglos um einen Sitz im Repräsentantenhaus der Vereinigten Staaten. Im ersten Wahlgang gegen Matthew Lyon und Israel Smith erzielte er 29 Prozent der Wahlmännerstimmen und schied damit aus. Doch 1796 gelang ihm die Wahl in den US-Senat, wo er allerdings nur kurz sein Mandat ausübte, als er bereits im Folgejahr zum Gouverneur von Vermont gewählt wurde.
Dieses Amt übte er bis 1807 aus, als ihn Israel Smith zu einer vorgezogenen Neuwahl mit politischen Mitteln zu einer Niederlage zwang. Doch schon 1808 konnte er Smith in der Wahl überflügeln und blieb Gouverneur des Staates, bis ihn Jonas Galusha 1809 ablöste.
1815 zog Tichenor erneut in den Senat ein, wo er die folgenden sechs Jahre die Anliegen seines Bundesstaates vertrat. Nach seinem Rückzug aus der Politik praktizierte er weiterhin als Jurist. Im hohen Alter von 84 Jahren verstarb er 1838 in seiner Heimatstadt Bennington, wo er auf dem Stadtfriedhof im Stadtteil Old Bennington bestattet wurde.